# Kurtipli, Raichur
Kurtipli là một làng thuộc tehsil Raichur, huyện Raichur, bang Karnataka, Ấn Độ.